# 猪俣ユキ
猪俣 ユキ（いのまた ゆき、1982年9月27日 - ）は、日本とドイツで活躍する映画監督、脚本家、女優。

## 人物
福岡県出身。身長162cm。血液型はAB型。趣味は映画鑑賞。スターダストプロモーション所属。旧芸名:猪俣 由貴。
女優・モデルとして活躍する一方、雑誌へのコラム執筆やMVのディレクターなどクリエーターとして活動をはじめ、22歳で「ユモレスク」で長編映画監督デビュー。
2009年には、日独合作の「Der rote punkt」に主演。（日本では、ドイツ映画祭09にて上映）
また趣味としてTEI TOWAのイベントにDJ出演している。TEI TOWAのMV「AOR」では脚本も務めている。

## 監督作品（映画のみ）
- FREESTYLE SHORT MOVIES　（2003年）[1]
- Nathallie（2003年10月）
- 僕とナオ（2003年11月1日）
- MILD7（2003年11月1日）
- Wednesday（2003年11月）
- スロウマップ（2005年12月）
- ユモレスク 〜逆さまの蝶〜（2006年11月）

## 女優業

### 映画
- 双生児-GEMINI-　塚本晋也監督（1999年9月　東宝）
- GTO 鈴木雅之監督（1999年12月　東映）
- 死びとの恋わずらい　渋谷和行監督 鈴木珠代 役（2001年3月24日）
- 17才　木下ほうか監督 リョウ役（劇場公開 2003年3月2日 脚本・原案・企画・出演） ※三輪明日美とのダブル主演
- 新・刑事まつり〜一発大逆転〜（2003年5月）
- Seventh Anniversary セブンス アニバーサリー（2003年11月）
- 天国の本屋〜恋火（2004年6月　松竹）
- 鏡心 石井聰亙監督（2005年11月）
- 悪夢探偵（2007年1月13日）
- Der rote punkt (邦題：赤い点）（日・独合作）主演（2009年ドイツ・2010年カナダ)

### テレビ
- CLUB6（TBS　1997年）
- リング〜最終章〜（フジテレビ　1999年3月）
- 香取慎吾2000年1月31日（フジテレビ　1999年12月）
- 悪いオンナ「シャッフル」（TBS　2000年）
- 平成夫婦茶碗 PART1、SPまで（日本テレビ 2000年）
- 太陽は沈まない（フジテレビ　2000年）
- カバチタレ! 福田 サキ(21)役　（フジテレビ 2001年）
- R-17（テレビ朝日　2001年）
- 恋がしたい恋がしたい恋がしたい（TBS 2001年）
- 歓迎！ダンジキ御一行樣（2001年12月）
- ごくせん（日本テレビ 2002年5月）
- 優香座シネマ〜GOGO☆CAFE！！〜（テレビ朝日 2002年12月）
- 中居正広の金曜日のスマたちへ〜魔性の女〜 （TBS　2003年1月）
- 真夜中の王国（NHK-BS2　2003年6月）
- 珍山荘ホテル第9話 笑顔を忘れたアイドル（脚本）（2003年6月）
- Stand Up!!（TBS　2003年8月）
- お台場湾岸テレビ 音声:糸田 透子役（フジテレビb2006年）

### CM
- イマジニア ゲームボーイ・マルチレーシングチーム
- 参天製薬 サンテピュア（2000年）
- 日本コカ・コーラ キュン（2000年）
- 三菱電機 D206i Hyper（2000年）
- au『EZテレビ篇』ジェイ・ウエストと共演（2005年?）

### ラジオ
- 岩井俊二プロデュース・ラジオドラマ「円都通信　メロス」（JFN系列2004年11月 - ）
- J-WAVE TEI TOWA　「ナハト・ムージック」ゲスト